# 광주가톨릭평화방송
광주가톨릭평화방송(光州가톨릭平和放送, Gwangju Catholic Peace Broadcasting Corporation)은 가톨릭평화방송 광주·전남권 네트워크이다. 천주교 광주대교구에서 직영하는 대한민국의 천주교 계통 FM 라디오 방송국이다. 단, 오늘의 강론은 천주교 광주대교구에서 제공된다.

## 개요
1996년 광주광역시 동구 금남로 221 (금남로3가 3-5)에서 방송국으로 설립되었으며, 대주주는 천주교 광주대교구이다. 2013년 6월 18일 치평동 사옥 이전 축복식을 가졌다.

### 로고송(구, 광주평화방송)
- PBC~ FM~ (라디오 시보용)
- PBC (삼종기도 종료후 舊)
- 행복이 있어요 (행복 있어요) 사랑이 있어요 (사랑 있어요) 기쁜 소식 밝은 세상 PBC 평화방송 (광주평화방송 전용)
- 사랑이 있어요 평화가 있어요 우리 모두 하나가 되어요 기쁜 소식 밝은 세상 PBC 평화방송
- 기쁜 소식을 나누어요 밝은 세상을 만들어요 기쁜 소식 밝은 세상 PBC 평화방송
- 오 샬롬 샬롬 평화가 여러분과 함께 생명사랑 FM PBC 평화방송
- 생명사랑 FM 평화방송 (삼종기도 종료후 現)
- 사~랑과 평화가 여기 PBC 평~화방송
- 기쁜 소식을 여러분께 우리 함께 손잡고 희망을 키워가요 PBC FM 평화방송 평화방송 평화방~송~!
- 우리함께 사랑과 평화를 나누어요 광주평화방송 (광주평화방송 무광고 시보 사용함.)

### 로고송 (광주가톨릭평화방송)
- 기쁜소식 밝은세상 가톨릭평화방송 (무광고 시보에서 많이 사용)
- CPBC CPBC CPBC 가톨릭평화방송 CPBC~ (Song By : 김도향)
- 아름다운 세상 우리 함께 나누어요 지금 여기 가톨릭평화방송~ (삼종기도 후)
- 기쁜소식~ 밝은세상~ 가톨릭평화방송
- 기쁜소식을 여러분께 사랑과 평화를 여러분께 희망을 키워가요 CPBC (FM~) 광주가톨릭평화방송~
- 기쁜소식을 여러분께 우리 함께 손잡고 희망을 키워가요 CPBC FM~ 기쁜소식을 여러분께 우리 함께 손잡고 사랑을 나누어요 광주가톨릭평화방송~
- 우리 함께 사랑과 평화를 나누어요 광주가톨릭평화방송~ (광주가톨릭평화방송 무광고 시보 사용함.)

## 방송국 연혁
- 1987.12 광주평화방송 추진계획검토
- 1988.06 광주평화방송 설립추진위원회 결성 (위원장 : 이영수 신부)
- 1988.10 문화공보부에 재단법인 광주평화방송 설립인가 신청
- 1989.03 광주평화방송 설립위원회 설치 (위원장 : 이상철 신부)
- 1991.02 교구 인사이동으로 설립위원장 변동 (위원장 : 김재영 신부)
- 1995.05.26 1차 이사회 (이사장 : 윤공희대주교)
- 1995.07.20 공보처에서 광주평화방송 허가 추천
- 1995.08.25 광주평화방송 개국준비위원회 설치 (위원장 : 김재영 신부)
- 1995.12 광주평화방송 무선국 허가
- 1996.01.20 교구 인사이동으로 제1대 사장 취임 (김재영 신부)
- 1996.06.02 광주평화방송 개국 (호출부호 HLDL, FM 99.9㎒)
- 1996.08.01 광주대교구 인사이동으로 부사장 취임 (송종의 신부)
- 1997.08.12 광주평화방송소년소녀합창단 창단 (단장 - 송종의 신부)
- 1999.05.13 광주평화방송 여수중계소 개설 허가 추천 (문화관광부)
- 1999.10.13 전남 체신청으로부터 방송국(여수중계소) 허가
- 1999.12.17 광주평화방송 여수중계소 개통식
- 2000.02.01 광주대교구 인사이동으로 제2대 사장취임 (송종의 신부)
- 2000.02.28 광주평화방송 무등산 송신소 출력 증강 허가 (3㎾ → 5㎾)
- 2000.03.31 광주평화방송 무등산 송신소 5㎾ 송출
- 2000.11.30 천주교 광주대교구 제8대 교구장 최창무 대주교 착좌 제2대 광주평화방송 이사장 취임
- 2001.02.14 교구 인사이동으로 제1대 주간신부 취임(박성열 신부)
- 2001.09 지붕위에서 외쳐라' 광주 평화방송 후원회 발족
- 2001.10.10 평화방송 프로그램 인터넷 실시간 방송 및 재청취 서비스 실시
- 2002.01.31 지붕위에서 외쳐라' 후원회보 창간호 발간(계간지)
- 2003.09  광주평화방송 연주소 디지털 방송시설 구축
- 2004.09  교구 인사이동으로 제2대 주간신부 취임 (최기원 신부)
- 2006.08.31 교구 인사이동으로 제3대 사장신부 취임 (장용주 신부)
- 2007.09 교구 인사이동으로 제3대 주간신부 취임 (한덕수 신부)
- 2008. 9. 29 광주평화방송-오마이뉴스 업무 제휴
- 2010.04.30 천주교 광주대교구 제9대 교구장 김희중 대주교 착좌 제3대 광주평화방송 이사장 취임
- 2010.09.09 교구 인사이동으로 제4대 주간신부 취임 (김종대 신부)
- 2011.07.28 교구 인사이동으로 제4대 사장신부 취임 (김희항 신부) 교구 인사이동으로 김종대 신부 이임 (주간직 공석)
- 2012.03.19 광주평화방송-광주매일 업무 제휴
- 2012.12.11 ‘2012광주전남민주언론상’ 대상 수상 - 다큐멘터리 ‘남매의 5월 일기’(기획·제작 김선균, 기술 박정열)
- 2013.02.01 Daum카카오-광주평화방송 뉴스 제휴
- 2013.06.15 광주평화방송, 동구 금남로3가 구 사옥 시대 마감
- 2013.06.18 치평동 사옥 이전 축복식
- 2015.01.29 광주평화방송-조선대학교 인재 양성 MOU
- 2016.06.02 개국 20주년
- 2016.09.01 교구 인사이동으로 제5대 사장신부 취임(장세현 신부)
- 2016.11.23 '광주평화방송'에서‘광주가톨릭평화방송’으로 법인 명칭 변경
- 2018.08.22  방송통신심위위원회 6월 '이달의 좋은 프로그램상' 수상 - 다큐멘터리 '위대한 여정'  (기획: 김선균부장, 연출: 양복순,조미영,편수민PD, 자료조사: 이선영기자, 박소현아나운서, 기술: 송승용부장)
- 2018.12.14  '2018광주전남민주언론상' 특별상 수상-시사프로그램 '함께하는 세상, 오늘' (제작: 양복순PD, 진행: 김선균부장)
- 2019.03.29 '2018 광주전남 PD연합회 라디오 정규 프로그램상' 수상 - 선교프로그램 '향기로운 오후, 주님과 함께' (제작: 조미영,편수민PD, 진행: 박소현아나운서)
- 2019.12.09 '2019 광주전남민주언론상' 특별상 수상-특집 다큐멘터리 ‘동백꽃편지‘ (기획: 김선균 부국장, 제작: 양복순, 조미영, 편수민 PD)
- 2020.01.16 교구 인사이동으로 제6대 사장신부 취임(이옥부)
- 2020.03.24 '광주전남PD연합회 제작부분 정규라디오상' 수상-시사프로그램 '함께하는 세상, 오늘'  (연출: 양복순, 편수민PD, 진행: 김선균 부국장)
- 2020.04.28 '한국PD연합회 제32회 한국PD대상 '작품상(라디오 지역정규)' 수상-시사프로그램 '함께하는 세상, 오늘'  (연출: 양복순, 편수민PD, 진행: 김선균 부국장)

## 방송 주파수
| 방송국             | 호출부호 | 송신소        | 주파수    | 공중선전력 | 송신소 위치                | 방송구역 |
| ------------------ | -------- | ------------- | --------- | ---------- | -------------------------- | --- |
| 광주가톨릭평화방송 | HLDL-FM  | 무등산 송신소 | FM 99.9㎒ | 5㎾        | 광주 북구 금곡동 산1-1     | 광주광역시 전지역, 목포시 일부, 해남군 일부, 구례군 일부, 보성군 일부 나주시 일부, 담양군 일부, 곡성군 일부, 화순군 일부, 장흥군 일부, 강진군 일부, 영암군 일부, 무안군 일부, 함평군 일부, 영광군 일부, 장성군 일부, 완도군 일부, 진도군 일부, 신안군 일부 |
| 광주가톨릭평화방송 | HLDL-FM  | 구봉산 중계소 | FM 99.5㎒ | 1㎾        | 전남 여수시 여서동 산163-3 | 여수시 일원, 광양시 일부, 순천시 일부, 고흥군 일부 |

## 라디오 시보 멘트
- 종합 FM 99.9㎒ 기쁜소식 밝은세상 cpbc 광주가톨릭평화방송입니다. HLDL

## 정규방송 시간
- 라디오 : 매일 오전5:00 ~ 다음날 오전2:00 (21시간)

## 프로그램

### 라디오
- 오늘의 강론 (광주대교구) - 월~토요일 오전 6:50 ~ 오전 7:00 (본방송), 월~토요일 오후 4:50 ~ 오후 5:00 (재방송)
- 향기로운 오후, 주님과 함께 - 평일 오후 2:00 ~ 오후 3:00
- 함께하는 세상, 오늘 - 평일 오후 5:00 ~ 저녁 6:00
- 방송미사
- 광주가톨릭평화방송 정오종합뉴스
- 교회뉴스

## 같이 보기
- KBS광주방송총국
- KBS목포방송국
- KBS순천방송국
- 광주MBC
- 목포MBC
- 여수MBC
- kbc 광주방송
- 글로벌광주방송
- TBN 광주교통방송
- 광주국악방송
- 남도국악방송
- BBS 광주불교방송
- WBS 광주원음방송
- 광주CBS
- 전남CBS
- 광주극동방송
- 목포극동방송
- 전남동부극동방송